# Pieczarna
Pieczarna (ukr. Печорна) – wieś na Ukrainie w rejonie czortkowskim należącym do obwodu tarnopolskiego, nad Dniestrem.
Wieś królewska Pieczarne, położona była w pierwszej połowie XVII wieku w starostwie czerwonogrodzkim w województwie podolskim.
W okresie międzywojennym stacjonowała w miejscowości placówka Straży Celnej „Pieczarna”, a potem strażnica KOP „Pieczarna”.